# Noc v Roxbury
Noc v Roxbury (v anglickém originále A Night at the Roxbury) je americká filmová komedie z roku 1998. Režisérem filmu je John Fortenberry. Hlavní role ve filmu ztvárnili Will Ferrell, Chris Kattan, Loni Anderson, Dan Hedaya a Molly Shannon.

## Obsazení
| Will Ferrell          | Steve Butabi      |
| Chris Kattan          | Doug Butabi       |
| Loni Anderson         | Barbara Butabi    |
| Dan Hedaya            | Kamehl Butabi     |
| Molly Shannon         | Emily Sanderson   |
| Dwayne Hickman        | Fred Sanderson    |
| Maree Cheatham        | Mabel Sanderson   |
| Lochlyn Munro         | Craig             |
| Richard Grieco        | sebe              |
| Jennifer Coolidge     | krásná policistka |
| Meredith Scott Lynn   | kreditní furie    |
| Elisa Donovan         | Cambi             |
| Gigi Rice             | Vivica            |
| Michael Clarke Duncan | vyhazovač         |
| Chazz Palminteri      | Benny Zadir       |
| Eva Mendes            | družička          |